# Recensement de l'Inde de 2027
Le 16e recensement de la population en Inde a été planifié pour 2021, avec des incertitudes d'exécution du programme liées à la pandémie de Covid-19.
Le 15e recensement indien, réalisé en 2011, a tenté d'estimer la population en fonction du statut socio-économique et des castes (en),  pour la première fois depuis 1931. Cependant, comme le recensement était basé sur l'enregistrement de la déclaration des répondants, il a conduit à la création de centaines de milliers de catégories de castes et sous-castes. Pour le 16e recensement indien, le gouvernement envisage plutôt un dénombrement basé sur une liste de castes défavorisées sur le plan éducatif ou social (connues sous le nom de Other Backward Class (OBC) - en français : Autre classe défavorisée) déclarées par chaque État. Cependant, en février 2020, le gouvernement BJP rejette la demande de données OBC dans le cadre du recensement de 2021,.
En avril 2019, une conférence des utilisateurs de données est organisée et il est annoncé que 330 000 recenseurs seraient enrôlés et qu'ils seraient encouragés à utiliser leurs propres smartphones, bien qu'une option papier soit également disponible, que les recenseurs devront ensuite soumettre par voie électronique. Il est également annoncé que l'établissement de la liste des maisons se déroulerait entre avril et septembre 2020, que le dénombrement effectif aurait lieu en février 2021 et qu'un cycle de révision aurait lieu en mars. La date de référence serait le 1er mars 2021 dans la majeure partie du pays et le 1er octobre 2020 pour le Jammu-et-Cachemire et certaines régions de l'Himachal Pradesh et de l'Uttarakhand.
En septembre 2019, le ministre de l'Intérieur de l'Union, Amit Shah, déclare que le recensement national de 2021 sera effectué de manière entièrement numérique par le biais d'une application pour téléphone mobile. Le recensement de 2021 sera effectué en 16 langues. En février 2021, la ministre des Finances de l'Union, Nirmala Sitharaman, alloue 3 768 crore ₹ pour le recensement dans le budget de l'Union de l'Inde de 2021.

## Dénombrement des castes dans les recensements
En septembre 2018, le ministre de l'Intérieur de l'époque, Rajnath Singh, annonce que le recensement de 2021 comportera des données sur les Other Backward Classes (OBC), pour la première fois depuis le recensement de l'Inde de 1931 (en). Malgré cette annonce, le questionnaire présenté en juillet 2019 ne comporte pas de catégorie OBC spécifique. Plusieurs assemblées législatives d'État ont adopté des résolutions pour la collecte de données OBC, notamment l'assemblée législative du Maharashtra, l'assemblée législative de l'Odisha et l'assemblée législative du Bihar, tandis que le gouvernement de l'Uttar Pradesh, rejette la demande de l'opposition d'adopter une telle résolution. Le 29 février 2020, le gouvernement central refuse de procéder au recensement des castes malgré les demandes des États. Malgré le refus du Centre, les législateurs du Maharashtra insistent pour que le recensement des castes soit effectué au moins dans l'État. Une marche de protestation en faveur du recensement des OBC a lieu au Jammu-et-Cachemire. Le ministre d'État à la Justice sociale et à l'Autonomisation, Ramdas Athawale, demande également la réalisation d'un recensement de toutes les castes en Inde.

## Démographie
Il est envisagé que la pandémie de Covid-19 en Inde aura un impact énorme sur les données du recensement de 2021

### Listes de maisons
Le programme de liste des maisons comprend 31 questions.
| Numéro du bâtiment Numéro de la maison de recensement Matériau prédominant du plancher, du mur et du toit de la maison de recensement Vérification de l'utilisation de la maison actuelle État de la maison de recensement Numéro du ménage Nombre total de personnes résidant normalement dans le ménage Nom du chef du ménage Sexe du chef Statut de caste du chef (SC ou ST ou autres). | Statut de propriétaire de la maison Nombre de pièces d'habitation Nombre de couples mariés le ménage Principale source d'eau potable Disponibilité de la source d'eau potable Principale source d'éclairage Accès aux latrines Type de latrines Sortie des eaux usées Disponibilité d'une installation de bain. | Disponibilité d'une cuisine et d'une connexion GPL/PNG Principal combustible utilisé pour la cuisine Radio/Transistor Télévision Accès à Internet Ordinateur/Portable Téléphone/Mobile/Smart phone Bicyclette/Scooter/Motocyclette/Cyclomoteur Voiture/Jeep/Van Principale céréale consommée dans le ménage Numéro de téléphone portable. |